# پریسکوپ (اپ)
پریسکوپ (انگلیسی: Periscope) یک اپ پخش مستقیم ویدئویی برای آی‌اواس و اندروید بود که جو برنستاین و کیوان بیک‌پور آن را توسعه دادند و توییتر در سال ۲۰۱۵ پیش از راه اندازی آن را اکتساب کرد.

## تاریخچه
ایدهٔ پریسکوپ در سال ۲۰۱۳ هنگام سفر در خارج به ذهن بیک پور و برنستاین رسید. بیک پور هنگام اعتراض‌های ۲۰۱۳ ترکیه در استانبول بود. او می‌خواست ببیند در آنجا چه دارد می‌گذرد، برای همین به توییتر روی آورد. با این که می‌توانست در خصوص اعتراضات بخواند، نمی‌توانست ببیندشان.
پریسکوپ در سال ۲۰۱۵ پیش از این که رسماً شروع به کار کند از سوی توییتر اکتساب شد.